# Flughafen Amakusa

i7
i11
i13
Der Flughafen Amakusa (japanisch 天草飛行場 Amakusa Hikōjō, IATA-Code: AXJ, ICAO-Code: RJDA) ist der einzige Flughafen auf den japanischen Amakusa-Inseln. Er liegt etwa drei Kilometer nordwestlich der Stadt Amakusa.

## Geschichte

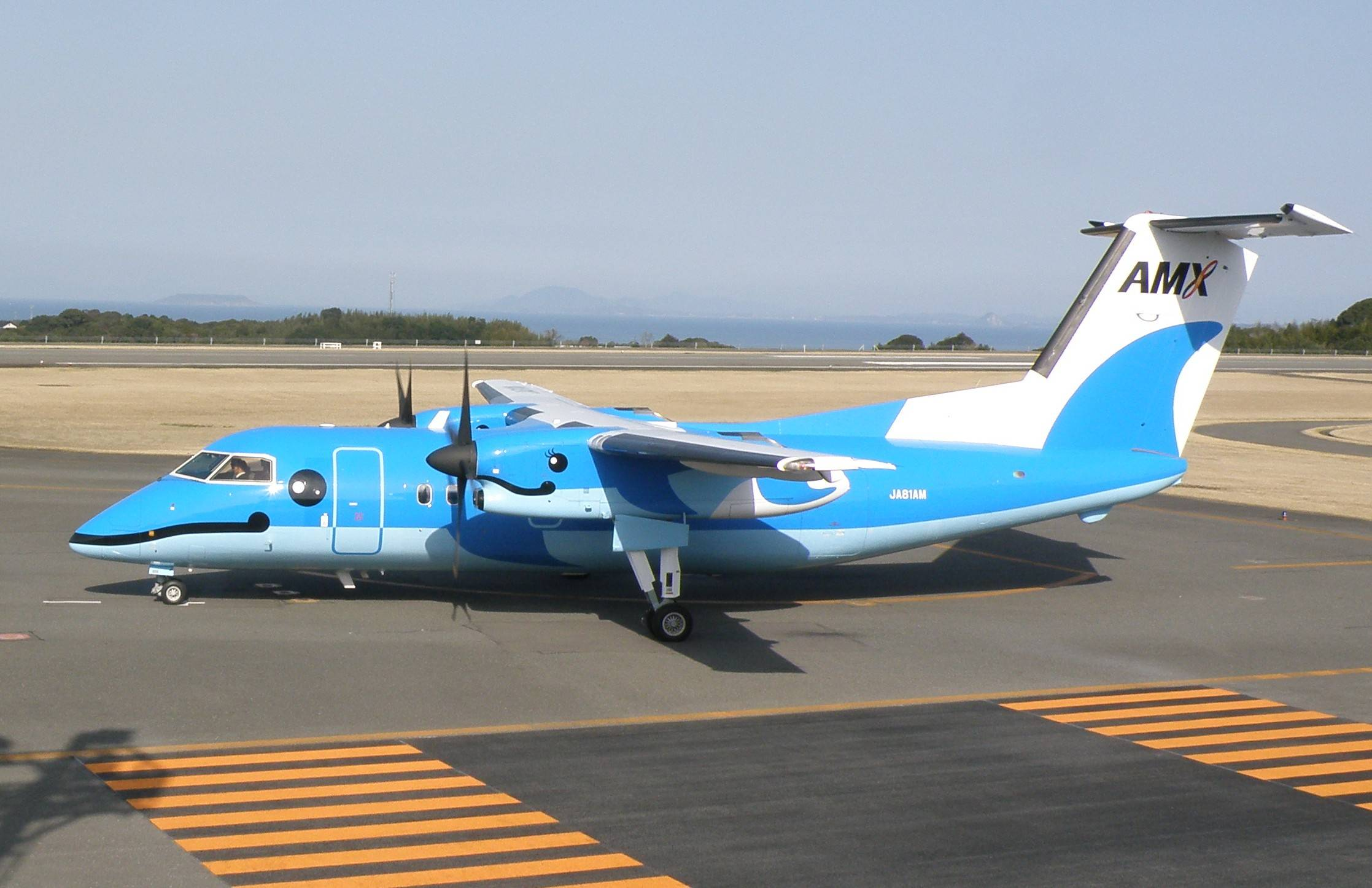
Dash 8-100 Amakusa Airlines (2013)

Der Verkehrsminister von Japan genehmigte am 26. Dezember 1990 die Einrichtung des Amakusa Flughafen. 1992 begannen die Planungen. Am 19. November 1999 landete die erste Maschine vom Type DHC-8 der Amakusa Airline. Der offizielle Liniendienst wurde ab 23. März 2000 eingeführt. Derzeit bietet nur Amakusa Airlines (AMX) regelmäßige Flüge zum Flughafen Kumamoto und zum Flughafen Fukuoka an.